# برد گیلبرت
 برد گیلبرت (انگلیسی: Brad Gilbert؛ زاده ۹ اوت ۱۹۶۱) یک تنیس‌باز اهل ایالات متحده آمریکا است.